# Roozbeh Azar
Roozbeh Azar (en persan : روزبه آذر, né en 1980 à Mashhad) est un guitariste solo iranien de flamenco et guitariste fusion.

## Biographie
Il a appris la musique traditionnelle iranienne auprès de Reza Darman, Amir Moshir Falsafi, Faramarz Shokrkhah de 1988 à 1993. Il a appris la guitare flamenco sous la direction de Mansour Rasa en 1994 et il a appris les principes de l'harmonie et de la composition musicale sous la direction de Mohammad Haghgou,,,,,.

## Honneurs[anglicisme à remplacer]
- Deux représentations à l'ambassade d'Espagne à Téhéran;
- représentation à l'ambassade du Brésil à Téhéran[pertinence contestée];
- Maestro de la guitare[Quoi ?] dans l'orchestre symphonique de Nima;
- Membre du jury d'un festival de musique dans la province de Khorasan en 2002[pertinence contestée];
- Membre du jury du premier festival de musique pour jeunes dans la province du Khorasan méridional en 2005[pertinence contestée];
- Premier album sélectionné dans le top 5 du site "beep tunes" en 2014[7];
- Membre du jury des performances institutionnelles de la province de Mashhad en 2016[pertinence contestée][3].

## Albums
- Alma ponte couleur de Naranja (Jan être Rang-e-Narenj) -Persian Fusion Music [8],[9],[10]
- Ses yeux verts et sa voix violette [11],[12]